# Станин
Станин (укр. Станин) — село в Радеховской городской общине Шептицкого района Львовской области Украины.
Население по переписи 2001 года составляло 555 человек. Занимает площадь 1,83 км². Почтовый индекс — 80250. Телефонный код — 3255.